# Climax Blues Band
Climax Blues Band (первоначально Climax Chicago Blues Band) — британская рок-группа, образованная в Стаффорде, Англия, в 1968 году и исполнявшая в первые годы — корневой блюз-рок, впоследствии — более мейнстримовский, смягчённый его вариант. Ансамбль, в первый состав которого входили гитаристы Питер Хэйкок и Дерек Холт, клавишник Артур Вуд, басист Ричард Джонс, ударник Джордж Ньюсом и (ныне покойный) вокалист Колин Купер, выпустил 17 студийных альбомов, а всемирную известность получил в 1976 году с хитом «Couldn’t Get It Right».

## Альбомы
- The Climax Chicago Blues Band (1969)
- Plays On (1969) U.S. #197 Billboard 200
- A Lot of Bottle (1970)
- Tightly Knit (1971)
- Rich Man (1972) U.S. #150 Billboard 200
- FM Live (1974) U.S. #107 Billboard 200
- Sense of Direction (1974) U.S. #37 Billboard 200
- Stamp Album (1975) U.S. #69 Billboard 200
- Gold Plated (1976) U.S. #27 Billboard 200, UK #56 UK Albums Chart
- Shine On (1978) U.S. #71 Billboard 200
- Real to Reel (1979) U.S. #170 Billboard 200
- Flying the Flag (1980) U.S. #75 Billboard 200
- Lucky for Some (1981)
- Sample and Hold (1983)
- Drastic Steps (1988)
- Blues from the Attic (1993)
- Big Blues (2004)

### Синглы
- «Using The Power» (1975) U.S. #110 Billboard Hot 100 Singles
- «Couldn’t Get It Right» (1976) U.S. #3 Billboard Hot 100, UK #10 UK Singles Chart
- «Makin' Love» (1978) U.S. #91 Billboard Hot 100
- «Gotta Have More Love» (1980) U.S. #47 Billboard Hot 100
- «I Love You» (1980) U.S. #12 Billboard Hot 100